# 崔蕘
崔蕘（?—?），字野夫。唐朝衛州（今衛辉人）人。
汝州刺史崔蠡之子。大中二年（848年），擢進士第，累官至尚书郎。乾符年間，自尚书右丞迁吏部侍郎。崔蕘自詡清高，氣度不凡，深得皇帝寵信；更喜橫沫於清談，不屑於細務。唐懿宗咸通十年（869年）陕州大旱，被派往陝州擔任處理陝虢道民變的觀察使。崔蕘前往旱災地區勘查，農民訴苦陳情，崔蕘竟指著庭院樹木說：“這些還有綠葉，怎能說旱災？”遂將陳情的農民處以笞刑。過沒多久，崔蕘目空一切，對民情毫不過問的昏庸行為，終使官吏、農民協同反抗，府衙完全淪陷，崔蕘逃亡之際，口渴難耐，躲進民宅乞求水喝，當地百姓則逼他喝尿；崔蕘遭反抗的軍民逮捕時，下跪求饒，被施以髡刑（剃去頭髮）後驅逐。後來崔蕘被貶為昭州司馬。復入京為左散騎常侍，不久卒。有子崔居儉。